# 마이클 맥그래디
마이클 맥그레이디(Michael McGrady, 1960년 3월 30일 ~ )는 미국의 배우이다.
페더럴웨이에서 태어났다.

## 출연 작품
- 토카레브 (2014년) - 대니 도허티 역
- 프리랜서스 (2012년) - 로버트 주드 역
- 프로즌 그라운드 (2012년) - 존 젠틸 역
- 완벽한 가족(영어판) (2011년)
- 키스 (2008년)
- 데이 브레이크 (2006년)
- 하프 패스트 데드 (2002년)
- 에볼루션 (2001년)
- 샤도우 프로그램 2 - 파이브 에이스 (1999년)
- 배드 시티 블루 (1999년)
- 사랑이 지나간 자리 (1999년)
- 특명 델타 포스 2 - 메이데이 (1998년)
- 씬 레드 라인 (1998년)
- 웰컴 투 파라다이스 (1995년)
- 호커스 포커스 (1993년)
- 킬러 퀵 (1993년)
- 미드나잇 스팅 (1992년)
- 쿠퍼스미스 (1992년)
- 미스터 베이스볼 (1992년)
- 베이브 (1992년) - 루 게리그 역
- 쉬 윌 테이크 로맨스 (1990년)
- X 전략 (1987년)
- 트랜서 (1985년)
- 여자를 쫓는 남자 (1985년)

### 텔레비전
- 닥터 슬론 (1993-99)
- 라스베가스 (2007)
- 사우스랜드 (2009-11)
- CSI: 마이애미 (2010)
- 레이 도노반 (2013-17)
- 비욘드 (2017-18)